# Квітникарство

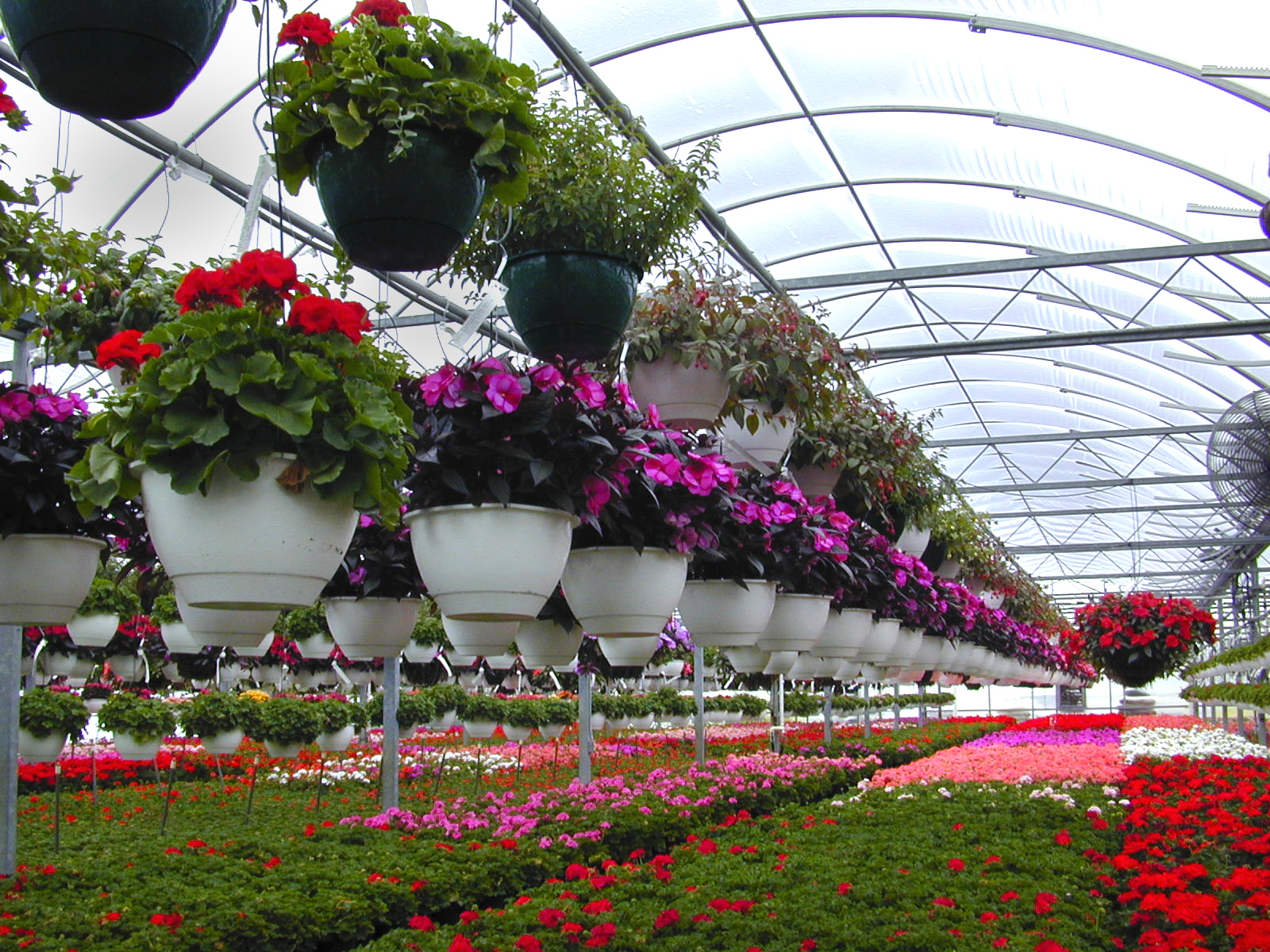
Вирощування квітів на квітникарському підприємстві

Квітникарство або квіткарство — галузь рослинництва, що займається селекцією і вирощуванням рослин з декоративними цілями: для зрізування букетів, створення оранжерей і зелених насаджень відкритого ґрунту, а також для прикрашання житлових і виробничих приміщень.
Квітникарство — один з напрямів декоративного садівництва. Воно має справу з вирощуванням рослин для прикрашання парків і скверів. Займатися квітникарством люди почали з глибокої давнини.